# Littoral Ouest du Cotentin de Bréhal à Pirou
Littoral Ouest du Cotentin de Bréhal à Pirou este o arie protejată (sit de importanță comunitară — SCI) din Franța întinsă pe o suprafață de 3.375 ha, din care 76 % marine.

## Localizare
Centrul sitului Littoral Ouest du Cotentin de Bréhal à Pirou este situat la coordonatele 49°00′00″N 1°34′19″W / 49°N 1.57194°V.

## Înființare
Situl Littoral Ouest du Cotentin de Bréhal à Pirou a fost declarat arie specială de conservare în baza directivei 92/43 din 1992 referitoare la conservarea habitatelor naturale și a faunei și florei sălbatice pentru a proteja 11 specii de animale.

## Biodiversitate
Situată în ecoregiunea atlantică, aria protejată conține 14 habitate naturale: Estuare, Terase mlăștinoase și terase nisipoase neacoperite de apă la reflux, Pășuni atlantice udate de apa mării (Glauco-Puccinellietalia maritimae), Dune mobile cu vegetație embrionară, Dune de coastă fixe cu vegetație erbacee („dune gri”), Bancuri de nisip acoperite în permanență slab de apă marină, Vegetație anuală la limita mareei, Liziere de ierburi înalte hidrofile de câmpie și de nivel montan până la alpin, Dune împădurite din regiunile atlantică, continentală și boreală, Salicornia și alte specii anuale care populează regiunile mlăștinoase și nisipoase, Depresiuni intradunale umede, Dune cu Salix repens ssp. argentea (Salicion arenariae), Lacuri eutrofice naturale cu vegetație de tip Magnopotamion sau Hydrocharition, Dune mobile de-a lungul țărmului cu Ammophila arenaria („dune albe”).
La baza desemnării sitului se află mai multe specii protejate:
- amfibieni (1): triton cu creastă (Triturus cristatus)
- mamifere (5): Halichoerus grypus, liliac comun (Myotis myotis), focă obișnuită (Phoca vitulina), liliacul mare cu potcoavă (Rhinolophus ferrumequinum), liliacul mic cu potcoavă (Rhinolophus hipposideros)
- nevertebrate (1): Euplagia quadripunctaria
- pești (4): Alosa alosa, Lampetra fluviatilis, Petromyzon marinus, somonul (Salmo salar)

Pe lângă speciile protejate, pe teritoriul sitului au mai fost identificate 9 specii de plante, 9 specii de păsări, 1 specie de amfibieni.